# Polendo
Polendo è un poema cavalleresco scritto da Pietro Lauro, pubblicato per la prima volta a Venezia nel 1566, nella tipografia di Alvise e Domenico Giglio, con il titolo Historia delle gloriose impresi di Polendo, figliuolo di Palmerino di Oliva, e di Pompide figliuolo di don Duardo re d'Inghilterra. È l'ultimo libro del ciclo cavalleresco italiano dei Palmerini, iniziato con Palmerino d'Oliva di Ludovico Dolce. Secondo il cliché della falsa traduzione, l'opera è presentata come tradotta da un originale spagnolo e in diretta continuazione del libro spagnolo Primaleón, il secondo del ciclo iberico. È stato l'ultimo libro del ciclo palmeriniano in Italia, ma non ha alcun legame con gli altri libri italiani scritti da Mambrino Roseo, né con i Palmerini portoghesi.

## Trama
Nel libro si nota l'intreccio tra le storie di più personaggi che formano una storia molto complessa, riprendendo le idee di alcuni altri titoli comparsi nel ciclo dei Palmerini.

### Capitoli 1-21
Viene annunciata la nascita di Franciano, figlio di Polendo, re della Tessaglia, e di sua moglie Francelina. Il neonato viene rapito poco dopo da un cavaliere sconosciuto, che ne predice la morte se entro due anni Polendo non riuscirà a liberarlo. Questo fa si che il padre parta per l'est, verso il Monte Coronado nei pressi di Malaga, dove il bambino è tenuto ostaggio. L'autore passa dopo questa introduzione a parlare di Pompide, figlio illegittimo di Don Duardos, re d'Inghilterra, e della saggia Argonida, che, scoprendo chi sia il padre, parte per la Britannia con l'intenzione di diventare cavaliere. Le avventure dei due personaggi si alternano, in questa parte del libro, fino a quando Polendo riesce a trovare e a salvare suo figlio. Dopo la liberazione, egli viene a sapere della morte della moglie Francelina. Per questo motivo il figlio viene lasciato dal padre sotto la custodia del Cavaliere dell'Isola Serrata, per tornare il più in fretta possibile nella propria patria ad indagare su questo evento.

### Capitoli 22-53
Pompide scopre che suo padre si trova attualmente a combattere in Scozia, quindi vi si reca imbattendosi in nuove avventure. Polendo invece, nel suo viaggio verso oriente, conosce Diamantina, principessa d'Armenia di cui si innamora. Da parte sua, Pompide rimane infatuato dalla principessa Drusilla di Scozia: dopo averla salvata da morte certa su un ponte maledetto, Don Duardos gli riconosce la sua ascendenza. Pompide e Drusilla si sposano e hanno un figlio di nome Ricadoro. Nel frattempo, vengono brevemente raccontate le vicende del gigante Listro, che convertitosi al cristianesimo cerca di salvare la sua amata Oleandra.

### Capitoli 54-101
A partire da questo punto Lauro espande l'orizzonte geografico delle storie, e introduce sempre più personaggi, oltre che iniziare a narrare le gesta dei figli dei protagonisti. Dopo aver brevemente raccontato delle avventure inedite di Primaleone, fratellastro di Polendo in quanto figlio primogenito di Palmerino d'Oliva e l'imperatrice Polinarda, mentre Polendo è figlio della regina di Tarsis. Dopo aver salvato Diamantina da un rapimento, Polendo si sposa con lei in seconde nozze. Passa del tempo e Franciano cresce, diventando un cavaliere e, partito all'avventura, conosce e si innamora di Silvia, una mora convertita. Dopo un ratto di quest'ultima durante un assedio di Costantinopoli da parte degli Ottomani, Franciano riesce a mettere in fuga gli aggressori e a liberare la sua innamorata, sposandola. Viene poi presentato Leandro, figlio del re don Duardos e di sua moglie Flérida (sorella di Primaleone), che si innamora della cugina Artemisia, figlia di Primaleone di Gridonia, sposandola dopo averla liberata da un rapimento. Allo stesso modo negli ultimi capitoli dell'opera, Platir, fratello di Artemisia, si innamora della bella Solibella, principessa di Siviglia, ma quando Ricadoro, figlio di Pompide, la vede, se ne innamora anche lui. La principessa spagnola, che all'inizio corrispondeva l'amore di Platir, si infatua di Ricadoro. Quando Platir ne viene a conoscenza, è molto angosciato, e i tre sono lasciati in uno stato di confusione.

## Continuazione
Il libro si conclude con queste frasi:
(Pietro Lauro, Polendo, capitolo 101)
Nonostante l'intenzione di continuare il libro sia spesso citata nel corso della storia, alludendo anche ad un terzo seguito, Lauro non pubblicò mai la continuazione, complice forse anche la sua dipartita nel 1568, due anni dopo la pubblicazione del Polendo.

## Continuità e contraddizioni
La Historia delle gloriose impresi di Polendo può essere collocata in linea temporale dopo Palmerino d'Oliva e Primaleón, poiché la narrazione riprende circa dal momento in cui si era interrotta nei libri precedenti. Alcuni personaggi della tradizione antecedente tornano a comparire e a svilupparsi, come, per esempio, il Cavaliere dell'Isola Cerrada, aiutante e punto di riferimento per i protagonisti. Un altro personaggio che recupera un episodio presente nel Primaleón è Roncado, figlio di Perequín de Duaces, che nel libro precedente aveva tentato di uccidere Primaleone, ma era stato sconfitto da Palmerino. D'altra parte, Pompide era un personaggio presente nel Primaleón, dove era stata accennata la sua vita in un breve paragrafo, lasciandola senza sviluppo.
Tuttavia, nel Polendo si riscontrano contraddizioni rispetto ai libri del ciclo originale spagnolo. La più evidente è, probabilmente, quella relativa al personaggio di Palmerino d'Oliva: nel Primaleón si narra la sua morte, causata dalle ferite subite durante un duello. Nel Polendo si può notare invece che chiaramente che Palmerino è ancora vivo, sebbene molto anziano, motivo per cui non prende parte attivamente alle avventure. Un'altra discontinuità emerge nell'assenza di alcuni personaggi di cui si era parlato nel Primaleón: per esempio, Visiliarda, figlia di Polendo e di Francelina, non viene mai citata nel libto di Lauro. Nel libro precedente si narra del suo matrimonio il re di Lacedemonia Tarnaes e della nascita di sua figlia, Sidela, che a sua volta sposerà Platir. L'autore, quindi, non solo non parla di Visiliarda, ma introduce anche un altro figlio di Polendos, Franciano, di cui non si era mai accennato prima nei vari libri che compongono il ciclo dei Palmerini. Infine, nel Primaleón viene detto che: 
(Francisco Vázquez, Primaleón, capitolo 212)
Non apparendo Sidela nel Polendo, la storia di Platir è diversa rispetto ai libri precedenti; il cavaliere arriva in Spagna e si innamora della principessa Solabella: 
(Pietro Lauro, Polendo, capitolo 91)
In questo caso, quindi, la storia segue una direzione nuova e diversa da quella seguita nel ciclo originale.